# Bjarki Mohr
Bjarki Mohr (14 febbraio 1968) è un ex calciatore faroese, di ruolo centrocampista.